# Saint-Genis-d'Hiersac
Saint-Genis-d'Hiersac is een gemeente in het Franse departement Charente (regio Nouvelle-Aquitaine) en telt 838 inwoners (2004). De plaats maakt deel uit van het arrondissement Angoulême.

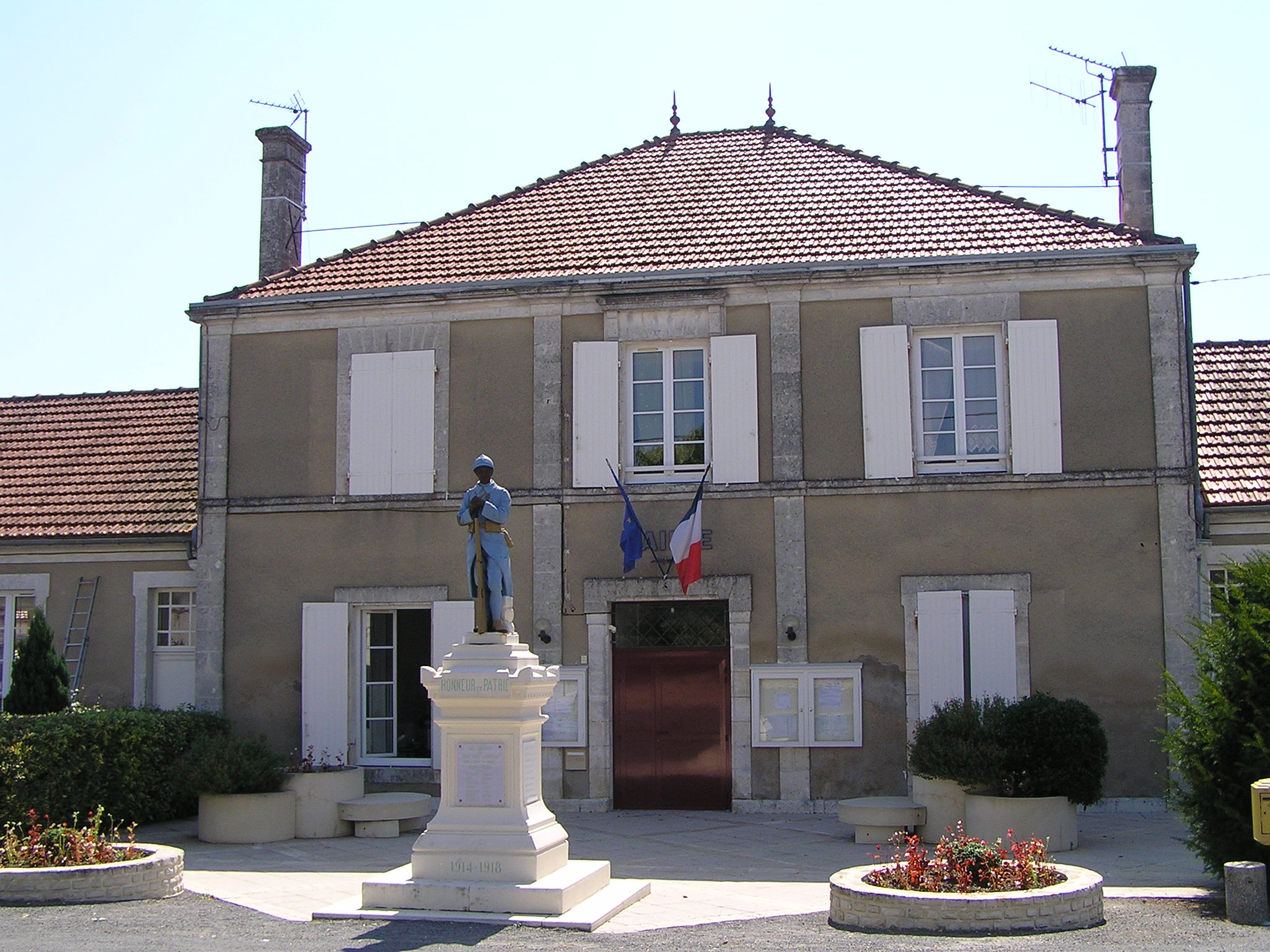
Gemeentehuis
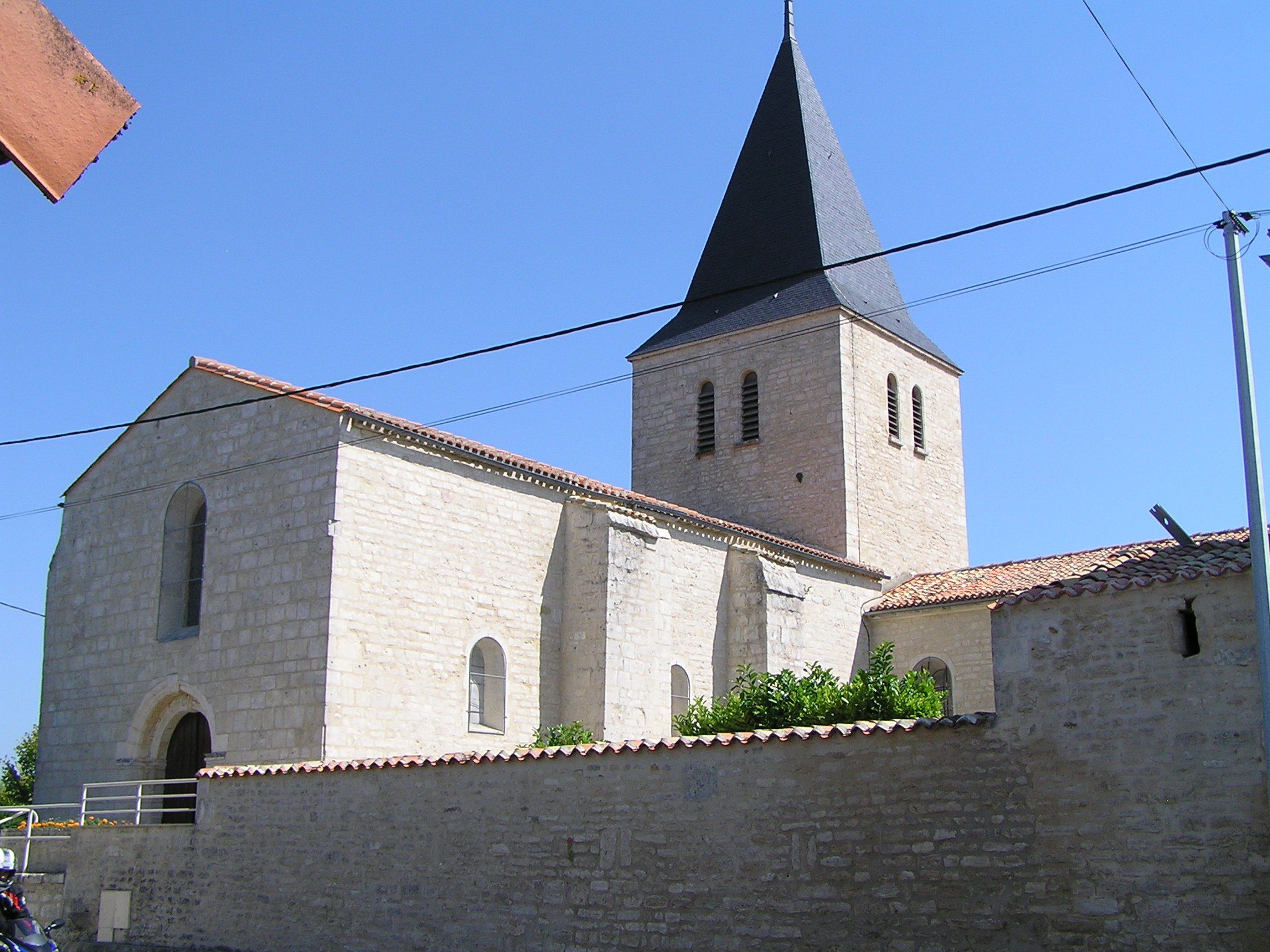
Kerk van Saint-Genis-d'Hiersac
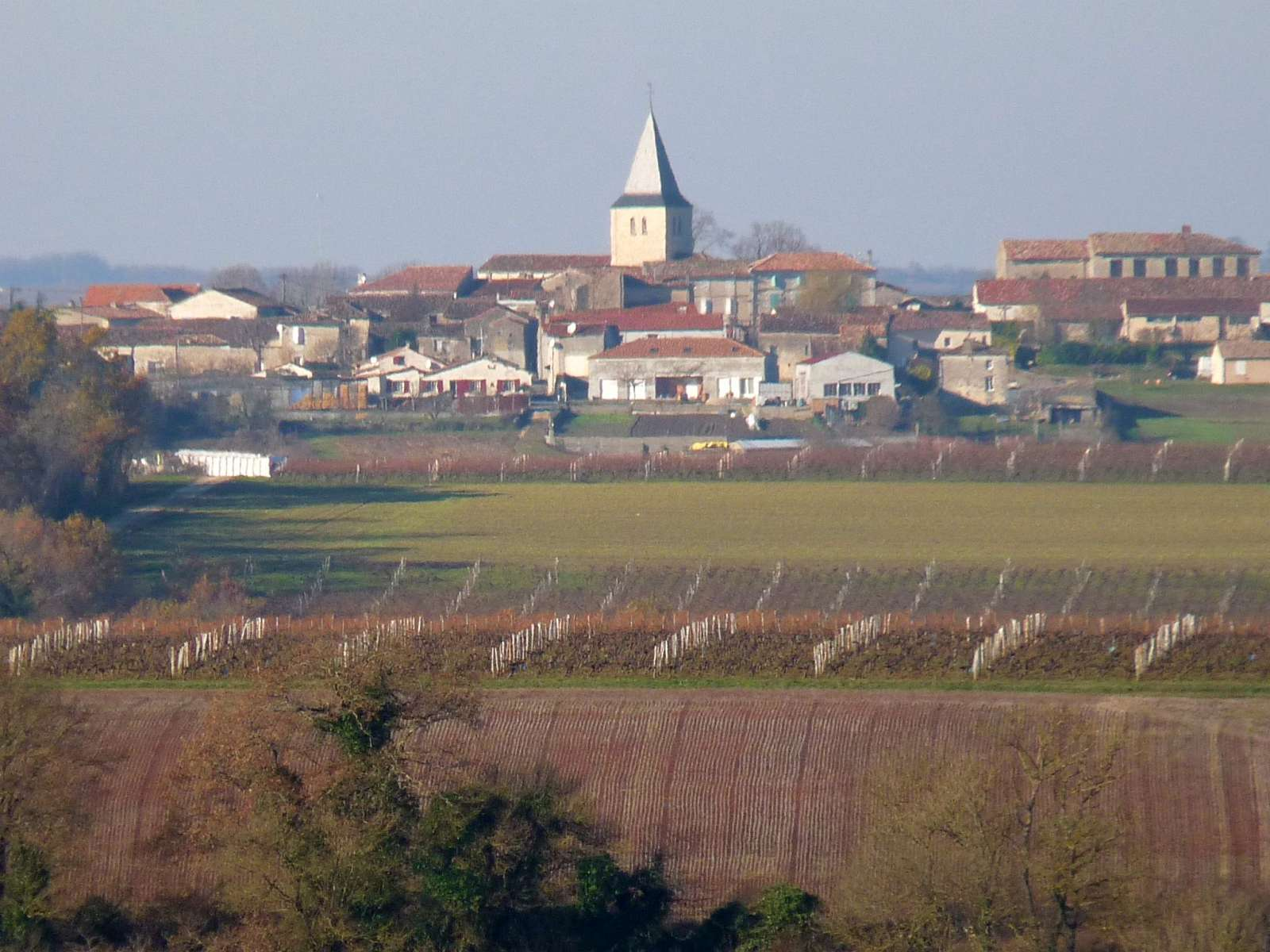
Saint-Genis-d'Hiersac

## Geografie
De oppervlakte van Saint-Genis-d'Hiersac bedraagt 19,0 km², de bevolkingsdichtheid is 44,1 inwoners per km².
De onderstaande kaart toont de ligging van Saint-Genis-d'Hiersac met de belangrijkste infrastructuur en aangrenzende gemeenten.

## Demografie
Onderstaande figuur toont het verloop van het inwonertal (bron: INSEE-tellingen).